# Малолос
Малолос (таг. Lungsod ng Malolos) — включённый город на Филиппинах, административный центр провинции Булакан. В административном отношении делится на 51 барангай. Здесь была подписана конституция Первой Филиппинской республики, Малолосская конституция.

## География
Расположен в 45 км к северу от столицы страны, города Манила. Является одним из основных пригородов, примыкающих в столичной агломерации. Город находится на северо-восточном побережье Манильского залива. Площадь — 77,25 км²; из них суша составляет 67,25 км².

## Население
Население города по данным на 1 августа 2007 года составляет 223 069 человек. Плотность населения — 3 314 чел/км². Наиболее распространённый язык — тагальский; в бизнесе и образовании распространён также английский.

## Галерея
- Расположение города на карте провинции
- Главная церковь города
- Центр города